# تامی رو
تامی رو (انگلیسی: Tommy Roe؛ زادهٔ ۹ مهٔ ۱۹۴۲) یک موسیقی‌دان اهل ایالات متحده آمریکا است. وی از سال ۱۹۵۹ میلادی تاکنون مشغول فعالیت بوده‌است.